# Hundertwasserhaus (Wien)

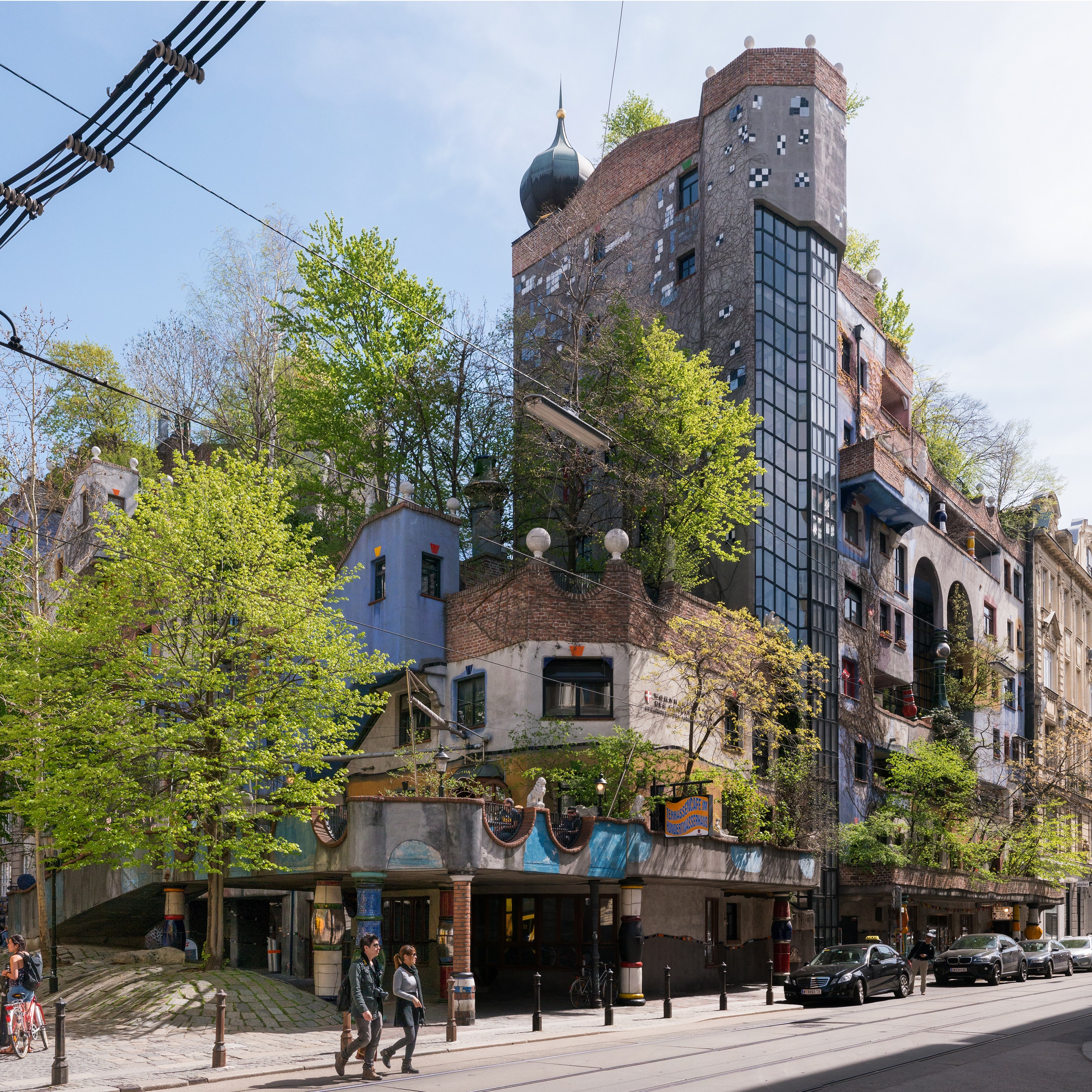
Hundertwasserhaus 2015

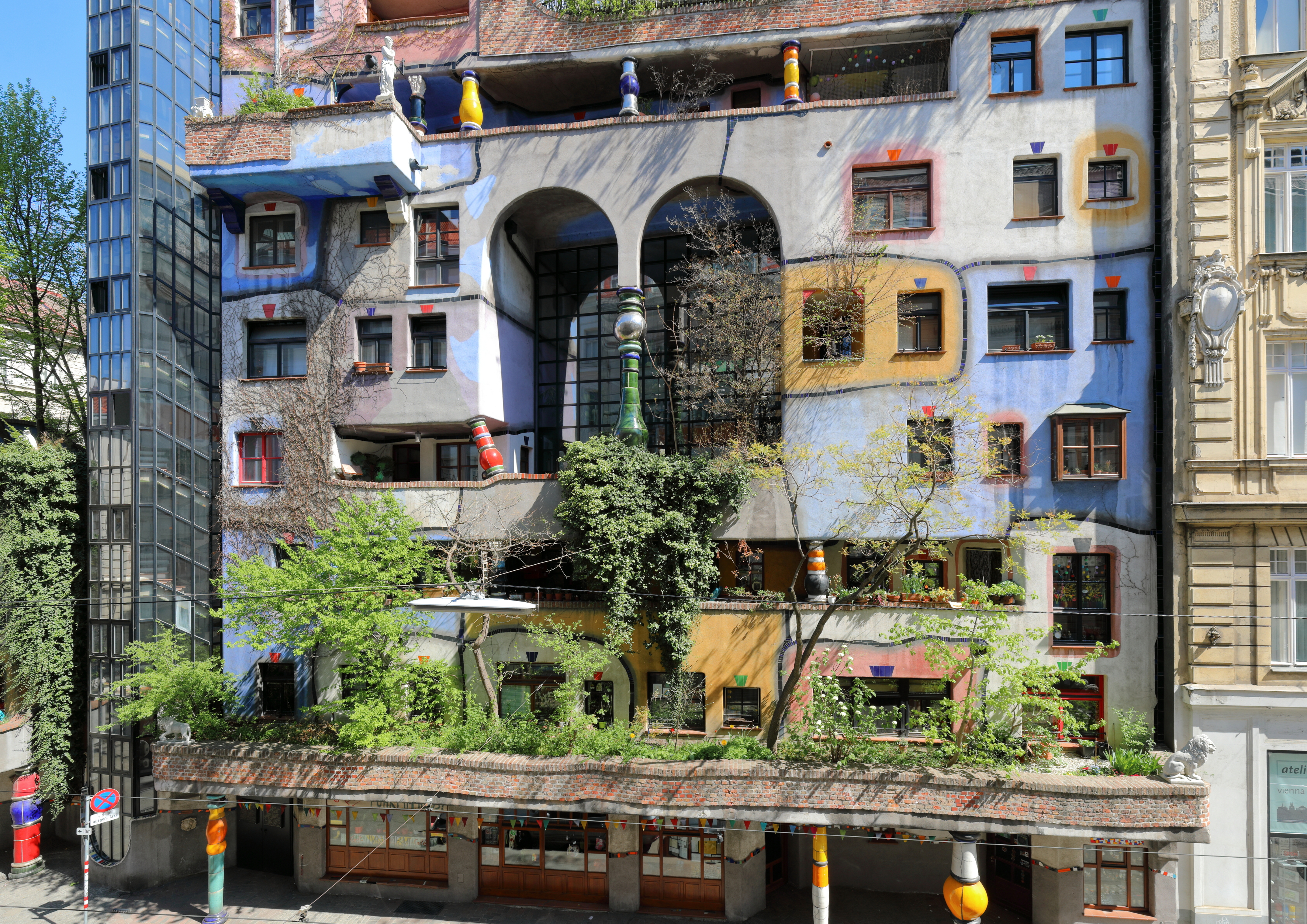
Fassade des Hundertwasserhauses (Löwengasse)

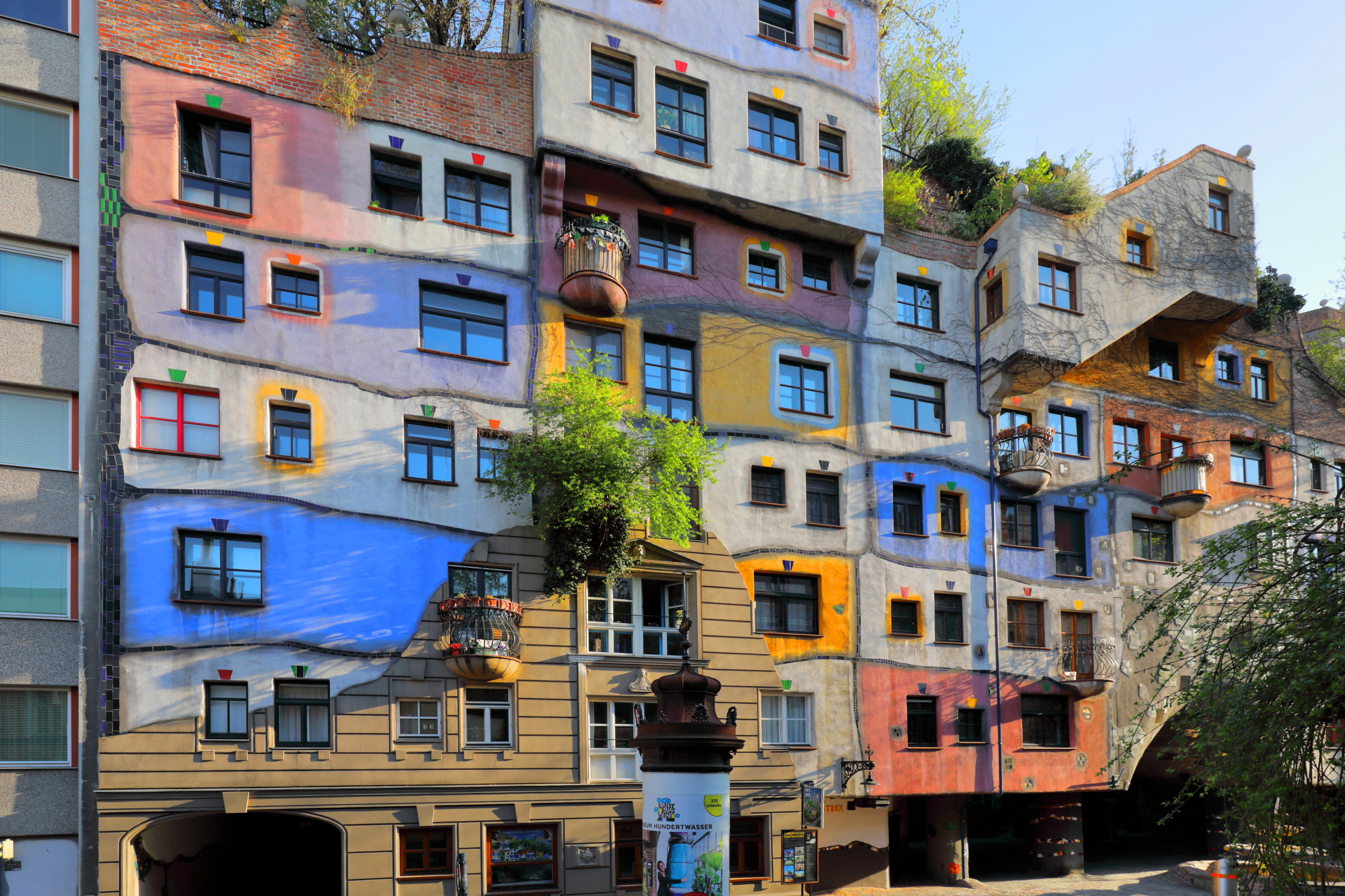
Fassade des Hundertwasserhauses (Kegelgasse)

Das Hundertwasserhaus ist eine von 1983 bis 1985 erbaute Wohnhausanlage der Gemeinde Wien und befindet sich an der Ecke Kegelgasse 34–38 und Löwengasse 41–43 im 3. Wiener Gemeindebezirk, Landstraße.

## Vorgeschichte
Der österreichische Künstler Friedensreich Hundertwasser beschäftigte sich seit den 1950er Jahren mit Architektur. Er begann sein Engagement mit Manifesten, Essays und Demonstrationen. Bekannt wurde insbesondere sein Verschimmelungsmanifest.
1972 zeigte er in der Eurovisions-Sendung Wünsch Dir was Architekturmodelle, mit denen er seine Ideen der Dachbewaldung, der Baummieter und des Fensterrechts veranschaulichte und architektonische Formen wie das Hoch-Wiesen-Haus, das Augenschlitzhaus oder das Terrassenhaus entwickelte. In Vorträgen an Hochschulen und bei Architektenvereinigungen und -büros sprach Hundertwasser über sein Anliegen einer natur- und menschengerechteren Architektur.
In einem Brief vom 30. November 1977 an den Wiener Bürgermeister Leopold Gratz empfahl Bundeskanzler Bruno Kreisky, Hundertwasser die Möglichkeit zu geben, seine Anliegen im Bereich der Architektur beim Bau eines Wohnhauses umzusetzen. Gratz lud Hundertwasser daraufhin mit Schreiben vom 15. Dezember 1977 ein, ein Wohnhaus in Wien nach seinen Vorstellungen zu gestalten. Es folgte die jahrelange Suche nach einem geeigneten Grundstück. Da Hundertwasser kein Architekt war, bat er die Stadt Wien, ihm einen Architekten beizustellen, der bereit wäre, sein Konzept in adäquate Planzeichnungen umzusetzen.

## Eine konfliktreiche Zusammenarbeit
Die Stadtverwaltung vermittelte Hundertwasser den Architekten Josef Krawina. Dieser präsentierte Hundertwasser im August und September 1979 seine auf den damaligen Vorschriften für den sozialen Wohnbau beruhenden Vorentwürfe sowie ein Styropormodell, die allerdings dem architektonischen Konzept der geschlossenen Bauweise entsprachen und die Hundertwasser schockiert zurückwies, da sie genau der geradlinigen und nivellierenden Rasterarchitektur entsprach, gegen die er stets gekämpft hatte. Hundertwasser wollte ein „Haus für Menschen und Bäume“, so wie er es Jahre zuvor bereits in seinem Text „Verwaldung der Stadt“ beschrieben hatte: In seinem Modell des „Terrassenhauses“ für die Sendung „Wünsch Dir was“ hatte er dieses Haus bereits visualisiert.
Es gelang Hundertwasser noch 1979, die Stadt Wien für sein Konzept eines begrünten Terrassenbaus und somit für Ausnahmen von den normalerweise anzuwendenden Bauvorschriften zu gewinnen. Im März 1980 folgte ein zweiter Vorentwurf Krawinas samt zugehörigen perspektivischen bzw. axonometrischen Zeichnungen und einem dazugehörigen Balsaholzmodell. Krawina entwickelte dabei unter intensiver Ausnutzung der eingeräumten rechtlichen Möglichkeiten einen erheblich von den Bebauungsbestimmungen abweichenden, aber konsensfähigen Baukörper. Dieser Baukörper wurde über alle Planungsschritte im Wesentlichen unverändert gelassen und gelangte auch tatsächlich zur Ausführung.

„In weiterer Folge kam es zu Auseinandersetzungen zwischen Hundertwasser und Krawina, die bei der Gestaltung der Fassade eskalierten. Der Streit führte zum Ausscheiden Krawinas aus der Zusammenarbeit am 14.10.1981.“

Der Künstler hatte sich mit einem Schreiben an Rudolf Kolowrath, Leiter der Magistratsabteilung 19 (Architektur), gewandt und ihn gebeten, den Architekten abzulösen, damit er seine eigenen Vorstellungen realisieren könne. Architekt Peter Pelikan, Angestellter der Magistratsabteilung 19, übernahm die weitere Planung. Er wurde für Hundertwasser zum langjährigen Partner für zahlreiche weitere Bauvorhaben. Der Oberste Gerichtshof hielt aber 2010 aus Anlass eines langjährigen Rechtsstreits über die Urheberschaft am Gebäude fest:

„Die Auffassung des Berufungsgerichts, Architekt Krawina und Hundertwasser seien Miturheber, […] beruht auf nachvollziehbaren Schlussfolgerungen aus dem Beweisverfahren […]“

2001 konnte die H.B. Medienvertriebsgesellschaft mbH Krawina davon überzeugen, das „Hundertwasser-Haus“ als sein Werk einzuklagen. Nach einem acht Jahre dauernden Prozess entschied der Oberste Gerichtshof am 11. März 2010:

„Dass Krawina eigenschöpferische Beiträge zum Bauwerk erbracht hat, ist nach der Beweisergänzung durch das Gutachten des Sachverständigen nicht zweifelhaft; darauf hat das Berufungsgericht seine zutreffende Rechtsansicht einer Miturheberschaft Krawinas gegründet.“

Seither ist es nun geboten, bei der Verbreitung von Ab- oder Nachbildungen des Hauses Josef Krawina neben Hundertwasser als Miturheber zu nennen.

## Charakteristik und Daten des Hauses
Das bunte Haus hat in den Gangbereichen unebene Böden und ist üppig begrünt. 1985 wurden ungefähr 250 Bäume und Sträucher gepflanzt; sie sind zu einem Park auf den Dächern des Hauses herangewachsen.
Die Architektur des Hauses entspricht Hundertwassers Vorbildern: unter anderem Antoni Gaudí, dem Palais idéal des Ferdinand Cheval, den Watts Towers, der anonymen Architektur der Schrebergärten und jener der Märchenbücher.
Hauseigentümer ist die Gemeinde Wien. Die Baukosten lagen umgerechnet bei ca. 6 Millionen Euro. Gebaut wurde vom 16. August 1983 bis 15. Oktober 1985; die Eröffnung war am 1. März 1986. Die verbaute Grundfläche beträgt 1092 m², die reine Wohnfläche ca. 3550 m². Es gibt 50 Wohnungen, vier Geschäftslokale und eine Arztpraxis. Die Wohnungsgrößen liegen zwischen 30 m² und 150 m², die Wohnungsmiete bei ca. fünf Euro/m². Das Haus hat ca. 150 Bewohner. Gemeinschaftsräume sind zwei Kinderspielräume und ein Wintergarten. Die Dachterrassen haben insgesamt ca. 920 m²: es sind 16 private und drei gemeinschaftliche. Weitere nicht zugängliche Grünflächen messen ca. 440 m². Die Erde auf den Terrassen wiegt ca. 900 Tonnen.
Das Bauwerk hat ein weltweites Medienecho. Es zählt in Wien zu den viel fotografierten touristischen Sehenswürdigkeiten. Verschiedene Bereiche sind nicht frei zugänglich.

„Ein Maler träumt von Häusern und einer schönen Architektur, in der der Mensch frei ist und dieser Traum wird Wirklichkeit.“

## Andere Bauwerke von Hundertwasser
Der Künstler gestaltete etwa 40 Bauwerke, davon etliche Häuser, im Volksmund auch „Hundertwasserhaus“ genannt. Nur knapp 400 Meter vom Hundertwasserhaus in Wien entfernt, in der Unteren Weißgerberstraße 13, befindet sich das 1991 eröffnete und nach Entwürfen von Hundertwasser und Peter Pelikan geplante KunstHausWien, wo neben Wechselausstellungen eine ständige Hundertwasser-Werkschau geboten wird.
Ähnliche Gebäude wurden in Zusammenarbeit von Friedensreich Hundertwasser mit den Architekten Peter Pelikan und Heinz M. Springmann unter anderem in Bad Soden am Taunus, Darmstadt (Waldspirale), Frankfurt am Main, Magdeburg (Grüne Zitadelle von Magdeburg), Plochingen (Wohnen unterm Regenturm), der Lutherstadt Wittenberg (Gymnasium Leucorea), Bad Blumau (Rogner Bad Blumau), Israel, der Schweiz, den Vereinigten Staaten, Osaka in Japan und Neuseeland verwirklicht.

## Hundertwasserentscheidung
Das Hundertwasserhaus ging durch einen Rechtsstreit zwischen Hundertwasser bzw. der Hundertwasserstiftung mit dem Handelskonzern Metro in die Rechtsgeschichte ein. In der Hundertwasserentscheidung entschied der deutsche Bundesgerichtshof 2003, dass die im Vergleich zu Österreich engere deutsche Fassung der Panoramafreiheit für Aufnahmen, die in Deutschland vertrieben werden, auch dann gilt, wenn sie im Ausland erstellt wurden.